# Liste der Mitglieder der Deutschen Akademie der Naturforscher Leopoldina/1923
Die Liste der Mitglieder der Deutschen Akademie der Naturforscher Leopoldina für 1923 listet alle Personen, die im Jahr 1923 zum Mitglied berufen wurden. Insgesamt gab es achtzehn neu gewählte Mitglieder.

## Neu gewählte Mitglieder 1923
| Nr.* | Name                    | Geboren       | Aufnahme | Gestorben     | Sektion                    | Bild                         | Datenbank               |
| ---- | ----------------------- | ------------- | -------- | ------------- | -------------------------- | ---------------------------- | ----------------------- |
|      | Otto Blumenthal         | 20. Juli 1876 |          | 13. Nov. 1944 | Mathematik                 |                              | Otto Blumenthal         |
|      | Hjalmar Broch           | 19. Juli 1882 |          | 6. Aug. 1969  | Zoologie                   | Hjalmar Broch                | Hjalmar Broch           |
|      | Ludwig Brüel            | 8. Jan. 1871  |          | 20. Mai 1949  | Zoologie                   |                              | Ludwig Brüel            |
|      | Guido Castelnuovo       | 14. Aug. 1865 |          | 27. Apr. 1952 | Mathematik                 | Guido Castelnuovo, ca. 1930  | Guido Castelnuovo       |
|      | Federigo Enriques       | 5. Jan. 1871  |          | 14. Juni 1946 | Mathematik                 | Federigo Enriques (1914)     | Federigo Enriques       |
|      | Ernst Joest             | 14. Feb. 1873 |          | 7. Juli 1926  | Veterinärmedizin           | Ernst Joest                  | Ernst Joest             |
|      | Hans Klose              | 11. Feb. 1880 |          | 28. Feb. 1963 | Geologie und Paläontologie |                              | Johannes (Hans) Klose   |
|      | Hans Kniep              | 3. Apr. 1881  |          | 17. Nov. 1930 | Botanik                    |                              | Hans Kniep              |
|      | Emil Löwenhardt         | 1858          |          | 1941          | Chemie                     |                              | Emil Löwenhardt         |
|      | Ernst Neumann           | 9. Nov. 1875  |          | 19. Aug. 1955 | Mathematik                 | Ernst Richard Julius Neumann | Ernst Neumann           |
|      | William Osgood          | 10. März 1864 |          | 22. Juli 1943 | Mathematik                 |                              | William Osgood          |
|      | Otto Schlüter           | 12. Nov. 1872 |          | 12. Okt. 1959 | Geographie                 |                              | Otto Schlüter           |
|      | Christian Georg Schmorl | 2. Mai 1861   |          | 14. Aug. 1932 | Pathologie                 | Christian Georg Schmorl      | Christian Georg Schmorl |
|      | Francesco Severi        | 13. Apr. 1879 |          | 8. Dez. 1961  | Mathematik                 | Francesco Severi             | Francesco Severi        |
|      | Carl Tubandt            | 3. Dez. 1878  |          | 17. Jan. 1942 | Physikalische Chemie       |                              | Carl Tubandt            |
|      | Ernst Weitz             | 21. Juni 1883 |          | 2. März 1954  | Chemie                     |                              | Ernst Weitz             |
|      | Hermann Weyl            | 9. Nov. 1885  |          | 8. Dez. 1955  | Mathematik                 | Hermann Weyl                 | Hermann Weyl            |
|      | Richard von Mises       | 19. Apr. 1883 |          | 14. Juli 1953 | Mathematik                 | Richard von Mises            | Richard von Mises       |